# Eduard (Anhalt)

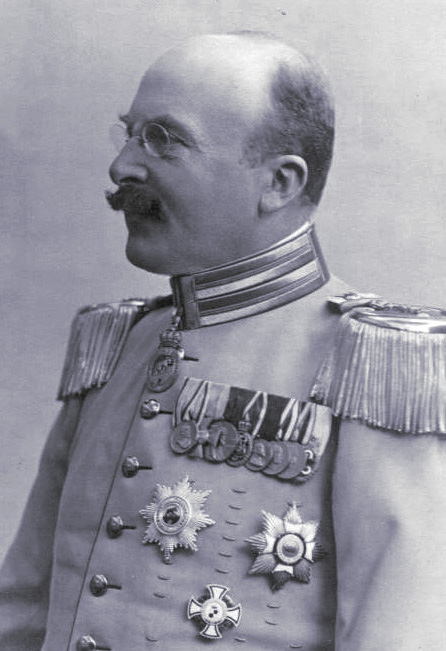
Eduard von Anhalt

Eduard Georg Wilhelm Maximilian von Anhalt (* 18. April 1861 in Dessau; † 13. September 1918 in Berchtesgaden) war seit dem 21. April 1918 Herzog von Anhalt und Familienoberhaupt der Askanier.

## Leben
Eduard von Anhalt war der Sohn Friedrichs I. und 1918 für wenige Monate Herzog von Anhalt. Am 6. Februar 1895 heiratete er Luise von Sachsen-Altenburg, Tochter von Moritz von Sachsen-Altenburg und Auguste von Sachsen-Meiningen. Er folgte seinem im April 1918 gestorbenen Bruder Friedrich II., starb aber selbst nach nur kurzer Regentschaft. Nachfolger wurde sein minderjähriger Sohn Joachim Ernst unter der Vormundschaft von Aribert von Anhalt.

## Nachkommen
- Friederike Margarethe (* 11. Januar 1896; † 18. November 1896)
- Leopold Friedrich (* 10. Februar 1897; † 26. Dezember 1898)
- Marie Auguste (* 10. Juni 1898; † 22. Mai 1983), ⚭ 1. Prinz Joachim von Preußen, ⚭ 2. Johannes-Michael Freiherr von Loën
- Joachim Ernst (* 11. Januar 1901; † 18. Februar 1947), Herzog von Anhalt
- Eugen (* 17. April 1903; † 2. September 1980), ⚭ Anastasia Jungmeier; 1 Tochter aus dieser Ehe: Anastasia-Louise von Anhalt, ⚭ 1962 Maria Emanuel Markgraf von Meißen
- Wolfgang (* 12. Juli 1912; † 10. April 1936)

## Auszeichnungen
- Großkreuz des Hausordens Albrechts des Bären im Jahre 1880

## Vorfahren
| Ahnentafel Herzog Eduard von Anhalt (1861–1918) | Ahnentafel Herzog Eduard von Anhalt (1861–1918)                                                           | Ahnentafel Herzog Eduard von Anhalt (1861–1918)                                                           | Ahnentafel Herzog Eduard von Anhalt (1861–1918)                                                                       | Ahnentafel Herzog Eduard von Anhalt (1861–1918)                                                                       | Ahnentafel Herzog Eduard von Anhalt (1861–1918)                                                                          | Ahnentafel Herzog Eduard von Anhalt (1861–1918)                                                                          | Ahnentafel Herzog Eduard von Anhalt (1861–1918)                                                                  | Ahnentafel Herzog Eduard von Anhalt (1861–1918)                                                                  |
| ----------------------------------------------- | --- | --- | --- | --- | --- | --- | --- | --- |
| Urgroßeltern                                    | Erbprinz Friedrich von Anhalt-Dessau (1769–1814) ⚭ 1792 Prinzessin Amalie von Hessen-Homburg (1774–1846)  | Erbprinz Friedrich von Anhalt-Dessau (1769–1814) ⚭ 1792 Prinzessin Amalie von Hessen-Homburg (1774–1846)  | Prinz Friedrich Ludwig Karl von Preußen (1773–1796) ⚭ 1793 Prinzessin Friederike von Mecklenburg-Strelitz (1778–1841) | Prinz Friedrich Ludwig Karl von Preußen (1773–1796) ⚭ 1793 Prinzessin Friederike von Mecklenburg-Strelitz (1778–1841) | Herzog Friedrich von Sachsen-Hildburghausen (1763–1834) ⚭ 1785 Prinzessin Charlotte von Mecklenburg-Strelitz (1769–1818) | Herzog Friedrich von Sachsen-Hildburghausen (1763–1834) ⚭ 1785 Prinzessin Charlotte von Mecklenburg-Strelitz (1769–1818) | Fürst Karl (Hohenzollern-Sigmaringen) (1785–1853) ⚭ 1808 Frau Antoinette Murat (1793–1847)                       | Fürst Karl (Hohenzollern-Sigmaringen) (1785–1853) ⚭ 1808 Frau Antoinette Murat (1793–1847)                       |
| Großeltern                                      | Herzog Leopold IV. von Anhalt-Dessau (1794–1871) ⚭ 1818 Prinzessin Friederike von Preußen (1796–1850)     | Herzog Leopold IV. von Anhalt-Dessau (1794–1871) ⚭ 1818 Prinzessin Friederike von Preußen (1796–1850)     | Herzog Leopold IV. von Anhalt-Dessau (1794–1871) ⚭ 1818 Prinzessin Friederike von Preußen (1796–1850)                 | Herzog Leopold IV. von Anhalt-Dessau (1794–1871) ⚭ 1818 Prinzessin Friederike von Preußen (1796–1850)                 | Prinz Eduard von Sachsen-Altenburg (1804–1852) ⚭ 1835 Prinzessin Amalie von Hohenzollern-Sigmaringen (1815–1841)         | Prinz Eduard von Sachsen-Altenburg (1804–1852) ⚭ 1835 Prinzessin Amalie von Hohenzollern-Sigmaringen (1815–1841)         | Prinz Eduard von Sachsen-Altenburg (1804–1852) ⚭ 1835 Prinzessin Amalie von Hohenzollern-Sigmaringen (1815–1841) | Prinz Eduard von Sachsen-Altenburg (1804–1852) ⚭ 1835 Prinzessin Amalie von Hohenzollern-Sigmaringen (1815–1841) |
| Eltern                                          | Landgraf Friedrich I. (Anhalt) (1831–1904) ⚭ 1854 Prinzessin Antoinette von Sachsen-Altenburg (1838–1908) | Landgraf Friedrich I. (Anhalt) (1831–1904) ⚭ 1854 Prinzessin Antoinette von Sachsen-Altenburg (1838–1908) | Landgraf Friedrich I. (Anhalt) (1831–1904) ⚭ 1854 Prinzessin Antoinette von Sachsen-Altenburg (1838–1908)             | Landgraf Friedrich I. (Anhalt) (1831–1904) ⚭ 1854 Prinzessin Antoinette von Sachsen-Altenburg (1838–1908)             | Landgraf Friedrich I. (Anhalt) (1831–1904) ⚭ 1854 Prinzessin Antoinette von Sachsen-Altenburg (1838–1908)                | Landgraf Friedrich I. (Anhalt) (1831–1904) ⚭ 1854 Prinzessin Antoinette von Sachsen-Altenburg (1838–1908)                | Landgraf Friedrich I. (Anhalt) (1831–1904) ⚭ 1854 Prinzessin Antoinette von Sachsen-Altenburg (1838–1908)        | Landgraf Friedrich I. (Anhalt) (1831–1904) ⚭ 1854 Prinzessin Antoinette von Sachsen-Altenburg (1838–1908)        |
| Herzog Eduard von Anhalt (1861–1918)            | | | | | | | | |